# Metallura
Metallura là một chi chim trong họ Chim ruồi.